# La Sierra Estronad
La Sierra Estronad es un núcleo de población del municipio español de Santa Eulalia de Gállego, perteneciente a la provincia de Zaragoza, en la comunidad autónoma de Aragón.

## Toponimia
El nombre del lugar puede encontrarse mencionado con las variantes Sierra de Estronar y La Sierra Estronad.

## Historia
A mediados del siglo XIX, el lugar, mencionado por entonces como una aldea de Murillo de Gállego, tenía contabilizada una población de 86 habitantes. Aparece descrito en el decimocuarto volumen del Diccionario geográfico-estadístico-histórico de España y sus posesiones de Ultramar de Pascual Madoz de la siguiente manera:

SIERRA DE ESTRONAR: ald. de Murillo de Gállego (2 leg.), en la prov. y aud. ter. de Zaragoza (11), c. g. de Aragon, part. jud. de Ejea de los Caballeros (6), dióc. de Jaca (10). sit. en la cima de una sierra, que forma parte del monte de Murillo: reinan los vientos del N. y O.; su clima es templado y saludable. Tiene 20 casas de mediana fáb.; igl. dedicada á San Antonio, aneja de la de Murillo é inmediatamente de la filial de Sta. Olaria ó Eulalia de Gállego, y un pequeño cementerio recien construido: los vec. se surten de aguas pluviales que recogen en una balsa. El terreno es secano de inferior calidad, el cual produce trigo, cebada y algun vino: mantiene ganado lanar y cabrio, y hay caza de conejos y perdices. pobl.: 20 vec., 86 almas.
(Madoz, 1849, p. 380)

En 2023 el núcleo de población de La Sierra Estronad, perteneciente al municipio de Santa Eulalia de Gállego, tenía empadronados 3 habitantes.